# Соціал-демократія (Чехія)
Соціал-демократія (чеськ. Sociální demokracie,SOCDEM, відома як Чеська соціал-демократична партія (чеська Česká strana sociálně demokratická, ČSSD) до 10 червня 2023) — лівоцентристська соціал-демократична політична партія у Чехії. заснована в 1878 році. Перебуваючи в лівоцентристській частині політичного спектру та дотримуючись проєвропейських поглядів, вона є членом Партії європейських соціалістів, Соціалістичного інтернаціоналу та Прогресивного альянсу. Демократична академія імені Масарика є партійним аналітичним центром.

## Історія

### Діяльність у період Австро-Угорщини
Чеська соціал-демократична партія є найстаршою політичною партією в Чехії. Вона була заснована в квітні 1878 році на Бржевновському з'їзді (м. Прага) чеських соціал-демократів як складова частина Соціал-демократичної партії Австрії (входила до неї до 1893) під назвою Чехослов'янська соціал-демократична робітнича партія (чеськ. Českoslovanská sociálně demokratická stranu dělnická). Метою партії було проголошено поширення ідей марксизму серед чеського робітничого класу, його політичне та організаційне згуртування. В кінці XIX — початку XX ст.. партія очолювала економічні та політичні виступи чеського пролетаріату: боротьбу за 8-годинний робочий день, за загальне виборче право. У 1910—1911 в партії відбувся розкол на «автономістів» і «централістів» (виступали проти відокремлення чеських профспілок від загальноавстрійського профцентру, за єдність профспілкового руху в країні). У роки Першої світової війни автономісти зайняли соціал-шовіністичну позицію, співпрацюючи з урядом Габсбургів.

### Діяльність у період Чехословаччини
Після створення самостійної Чехословацької держави (1918) Чехослов'янська соціал-демократична робітнича партія об'єдналася з основною частиною словацьких соціал-демократів і з XII з'їзду (грудень 1918) стала іменуватися Чеська соціал-демократична робітнича партія (чеськ. Československá sociálně demokratická strana dělnická, ЧСДРП).
На початку грудня 1919 року в ЧСДРП консолідувалася революційна опозиція, так звана марксистська ліва. На XIII з'їзді (25 вересня 1920) ліве крило ЧСДРП організаційно об'єдналося в Чехословацьку соціал-демократичну робітничу партію (ліву), яка стала основою створеної в 1921 Комуністичної партії Чехословаччини (КПЧ). За винятком 1926—1929, коли ЧСДРП перебувала в «лояльній опозиції», її представники (аж до 1938 року) брали участь у всіх коаліційних урядах Чехословаччини.
Після Мюнхенської угоди 1938 року керівництво ЧСДРП оголосило про саморозпуск партії, а в грудні 1938 року скликало з'їзд нової, так званої Національної партії праці (чеськ. Národní strana práce, НПП), до якої увійшли як соціал-демократи, так та і деякі члени Чехословацької національно-соціалістичної партії. У березні 1939 НПП була розпущена. Після звільнення Чехословаччини в 1945 ЧСДРП відновила діяльність. З травня 1945 стався конфлікт між прихильниками тісної співпраці з комуністами (З. Фірлінгер) і прихильників ідеологічної, політичної і організаційної самостійності (В. Майєр). 27 червня 1948, після виключення з партії правих елементів, соціал-демократи об'єдналися з комуністами на основі принципів марксизму-ленінізму і на організаційній базі КПЧ.

### Сучасна партія
Після Оксамитової революції в 1989 році партія була відновлена під назвою Чехословацька соціал-демократія (чеськ. Československá sociální demokracie). Після розпаду Чехословаччини у 1993 році партія стала називатися Чеська соціал-демократична партія (чеськ. Česká strana sociálně demokratická).
Після парламентських виборів 1998 року, партія отримала більшість місць, але не змогла сформувати коаліційний уряд. В результаті, партія сформувала уряд меншості, який очолив лідера партії Мілош Земан. У зв'язку з цим соціал-демократи уклали, так званий, «опозиційний договір» з Громадянською демократичною партією, що опинилася на другому місці за кількістю голосів виборців, яка зобов'язалася не блокувати роботу уряду меншини.
Партія перемогла на виборах 2002 року, отримавши 70 із 200 представників в Палаті депутатів Чехії. Голова партії — Володимир Шпідла став прем'єр-міністром. Він очолив коаліцію з двома іншими невеликими партіями — Християнсько-демократичний союз — Чехословацька народна партія і Союз свободи — Демократичний союз до своєї відставки в 2004 році, після поразки ЧСДП на виборах до Європарламенту.
З 26 червня 2004 до 26 квітня 2005 року партію очолював Станіслав Гросс, який займав посаду прем'єр міністра. Гросспішов у відставку після скандалу, що виникла через його нездатність пояснити джерело фінансових ресурсів, що використовувалися для оплати свого будинку. З 2006 року партію очолює Іржі Пароубек.
На виборах 2 і 3 червня 2006 року партія отримала 32,3% голосів і 74 з 200 місць. Вибори викликали тупикову ситуацію, так як у правих (з Партією зелених) і лівих партій було по 100 місць. Тупик був зламаний, коли два депутати ЧСДП — Мілош Мелчак і Міхал Поханка утрималася при голосуванні про довіру урядові соціал-демократів, що дозволило коаліції Громадянських демократів (ODS), Християнських демократів (KDU–ČSL) і Партії зелених (SZ) утворити уряд.
18 березня 2011 головою партії був обраний Богуслав Соботка.

## Логотипи

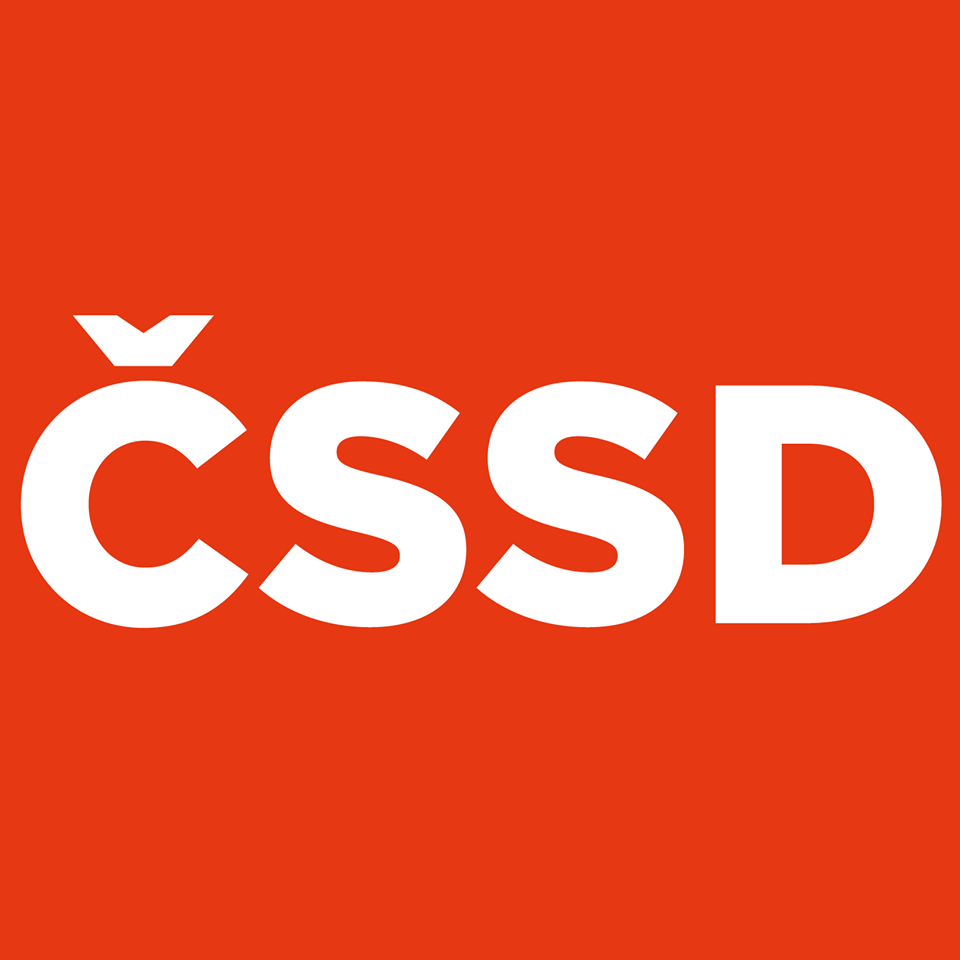
Логотип для виборів 2021
2021–2023
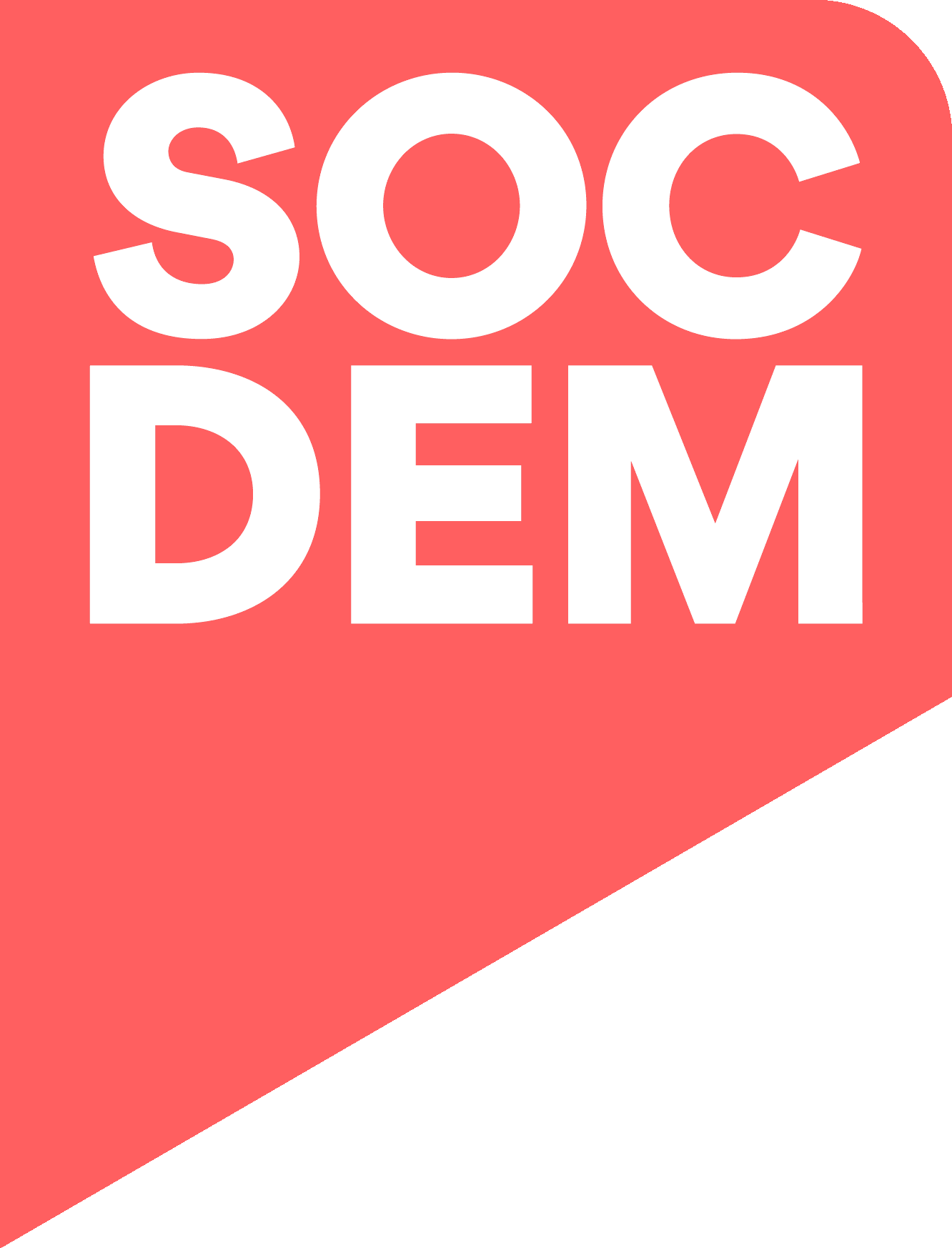
2023–

## Результати виборів

### Вибори в Цислейтанії

#### Вибори до Імперської Ради
| Вибори | Голосів | %        | Місць    | +/– | Уряд     |
| ------ | ------- | -------- | -------- | --- | -------- |
| 1907   | 389,960 | 8.5 (#6) | 22 / 516 | ▲22 | Опозиція |
| 1911   | 357,234 | 7.9 (#4) | 25 / 516 | ▲3  | Опозиція |

#### Вибори до Чеських земських зборів
| Вибори | Голосів | %        | Місць   | +/– |
| ------ | ------- | -------- | ------- | --- |
| 1895   | 939     | 1.1 (#8) | 0 / 244 | ▬0  |
| 1901   | 11,388  | 4.7 (#6) | 0 / 244 | ▬0  |
| 1908   | 39,443  | 9.8 (#3) | 0 / 244 | ▬0  |

### Вибори в Чехословаччині

#### Парламентські вибори
| Вибори                                 | Голосів                         | %                               | Місць    | +/– | Уряд      |
| -------------------------------------- | ------------------------------- | ------------------------------- | -------- | --- | --------- |
| 1920                                   | 1,590,520                       | 25.7 (#1)                       | 74 / 281 | ▲74 | Коаліція  |
| 1925                                   | 632,403                         | 8.9 (#4)                        | 25 / 300 | ▼45 | Коаліція  |
| 1929                                   | 963,462                         | 13.0 (#2)                       | 39 / 300 | ▲10 | Опозиція  |
| 1935                                   | 1,032,773                       | 25.7 (#1)                       | 38 / 300 | ▼1  | Коаліція  |
| 1946                                   | 1,590,520                       | 25.7 (#1)                       | 37 / 300 | ▼1  | Коаліція  |
| 1948                                   | як частина Національного фронту | як частина Національного фронту | 23 / 300 | ▼14 | Блок      |
| У 1948–1990 роках була об'єднана в КПЧ |                                 |                                 |          |     |           |
| 1990                                   | 342,455                         | 3.2 (#9)                        | 0 / 150  | ▬0  | Без місць |
| 1992                                   | 648,125                         | 6.8 (#4)                        | 10 / 150 | ▲10 | Опозиція  |

#### Місцеві вибори

###### Вибори до Ради Чеської землі
| Вибори | Голосів | %         | Місць    | +/– |
| ------ | ------- | --------- | -------- | --- |
| 1928   | 420,298 | 12.0 (#3) | 15 / 120 | ▲15 |
| 1935   | 506,642 | 12.7 (#3) | 17 / 120 | ▲2  |
| 1946   | 533,351 | 15.0 (#4) | 18 / 120 | ▲1  |

###### Вибори до Ради Моравсько-Сілезької землі
| Вибори | Голосів | %         | Місць   | +/– |
| ------ | ------- | --------- | ------- | --- |
| 1928   | 206,229 | 12.6 (#3) | 9 / 60  | ▲9  |
| 1935   | 243,415 | 12.9 (#2) | 9 / 60  | ▬0  |
| 1946   | 322,397 | 16.7 (#4) | 13 / 80 | ▲4  |

###### Вибори до Ради Словацької землі
| Вибори | Голосів | %        | Місць  | +/– |
| ------ | ------- | -------- | ------ | --- |
| 1928   | 96,901  | 7.5 (#4) | 4 / 54 | ▲4  |
| 1935   | 148,984 | 9.9 (#3) | 8 / 54 | ▲4  |

###### Вибори до Ради землі Підкарпатської Русі
| Вибори | Голосів | %         | Місць  | +/– |
| ------ | ------- | --------- | ------ | --- |
| 1928   | 6,412   | 2.6 (#12) | 0 / 12 | ▬0  |
| 1935   | 15,406  | 5.2 (#7)  | 1 / 12 | ▲1  |

###### Вибори до Чеської національної ради
| Вибори | Голосів | %        | Місць    | +/– | Уряд      |
| ------ | ------- | -------- | -------- | --- | --------- |
| 1990   | 296,165 | 4.1 (#6) | 0 / 200  | ▬0  | Без місць |
| 1992   | 422,736 | 6.5 (#3) | 16 / 200 | ▲16 | Опозиція  |

### Вибори в самостійній Чехії

#### Вибори до Палати депутатів
| Вибори | Голосів   | %         | Місць    | +/– | Уряд                 |
| ------ | --------- | --------- | -------- | --- | -------------------- |
| 1996   | 1,602,250 | 26.4 (#2) | 61 / 200 | ▲45 | Підтримка            |
| 1998   | 1,928,660 | 32.3 (#1) | 74 / 200 | ▲13 | Меншість             |
| 2002   | 1,440,279 | 30.2 (#1) | 70 / 200 | ▼4  | Коаліція             |
| 2006   | 1,728,827 | 32.3 (#2) | 74 / 200 | ▲4  | Опозиція (2006-2009) |
| 2006   | 1,728,827 | 32.3 (#2) | 74 / 200 | ▲4  | Коаліція (2009-2010) |
| 2010   | 1,155,267 | 22.1 (#1) | 56 / 200 | ▼18 | Опозиція             |
| 2013   | 1,016,829 | 20.5 (#1) | 50 / 200 | ▼6  | Коаліція             |
| 2017   | 368,347   | 7.3 (#6)  | 15 / 200 | ▼35 | Опозиція (2017-2018) |
| 2017   | 368,347   | 7.3 (#6)  | 15 / 200 | ▼35 | Коаліція (2018-2021) |
| 2021   | 250,397   | 4.7 (#1)  | 0 / 200  | ▼15 | Без місць            |

#### Вибори до Сенату
| Вибори | Перший тур | Перший тур | Другий тур | Другий тур | Місць   | Місць   | Місць |
| Вибори | Голосів    | %          | Голосів    | %          | Обрано  | Загалом | +/–   |
| ------ | ---------- | ---------- | ---------- | ---------- | ------- | ------- | ----- |
| 1996   | 559,304    | 26.4 (#2)  | 733,713    | 31.8 (#2)  | 25 / 81 | 25 / 81 | ▲25   |
| 1998   | 208,845    | 21.7 (#3)  | 121,700    | 22.7 (#3)  | 3 / 27  | 23 / 81 | ▼2    |
| 2000   | 151,943    | 17.7 (#4)  | 53,503     | 9.5 (#4)   | 1 / 27  | 15 / 81 | ▼8    |
| 2002   | 122,397    | 18.4 (#2)  | 224,386    | 27.2 (#2)  | 7 / 27  | 11 / 81 | ▼4    |
| 2004   | 90,446     | 12.5 (#3)  | 24,923     | 5.2 (#3)   | 0 / 27  | 8 / 81  | ▼3    |
| 2006   | 204,573    | 19.2 (#2)  | 120,127    | 22.7 (#2)  | 6 / 27  | 13 / 81 | ▲5    |
| 2008   | 347,759    | 33.2 (#1)  | 459,859    | 55.9 (#1)  | 23 / 27 | 29 / 81 | ▲16   |
| 2010   | 290,090    | 25.3 (#1)  | 299,526    | 44.0 (#1)  | 12 / 27 | 41 / 81 | ▲12   |
| 2012   | 199,957    | 22.7 (#1)  | 207,064    | 40.3 (#1)  | 13 / 27 | 48 / 81 | ▲25   |
| 2014   | 226,239    | 22.0 (#1)  | 165,629    | 35.0 (#1)  | 10 / 27 | 35 / 81 | ▼13   |
| 2016   | 128,875    | 14.6 (#2)  | 55,622     | 13.1 (#3)  | 2 / 27  | 25 / 81 | ▼10   |
| 2018   | 100,478    | 9.2 (#3)   | 33,887     | 8.1 (#6)   | 1 / 27  | 13 / 81 | ▼12   |
| 2020   | 81,105     | 8.1 (#5)   | 18,175     | 4.0 (#8)   | 0 / 27  | 3 / 81  | ▼10   |
| 2022   | 43,870     | 3.9 (#7)   | 10,344     | 2.2 (#9)   | 0 / 27  | 1 / 81  | ▼2    |

#### Вибори до Європейського парламенту
| Вибори | Голосів | %         | Місць  | +/– |
| ------ | ------- | --------- | ------ | --- |
| 2004   | 204,903 | 8.8 (#5)  | 2 / 24 | ▲2  |
| 2009   | 528,132 | 22.4 (#2) | 7 / 22 | ▲5  |
| 2014   | 214,800 | 14.2 (#3) | 4 / 21 | ▼2  |
| 2019   | 93,664  | 4.0 (#8)  | 0 / 21 | ▼2  |

#### Президентські вибори

##### Непрямі вибори
| Рік  | Кандидат                        | Перший тур                      | Перший тур                      | Перший тур                      | Другий тур                      | Другий тур                      | Другий тур                      | Третій тур                      | Третій тур                      | Третій тур                      |
| Рік  | Кандидат                        | Голосів                         | %                               | Результат                       | Голосів                         | %                               | Результат                       | Голосів                         | %                               | Результат                       |
| ---- | ------------------------------- | ------------------------------- | ------------------------------- | ------------------------------- | ------------------------------- | ------------------------------- | ------------------------------- | ------------------------------- | ------------------------------- | ------------------------------- |
| 1993 | Не підтримали жодного кандидата | Не підтримали жодного кандидата | Не підтримали жодного кандидата | Не підтримали жодного кандидата | Не підтримали жодного кандидата | Не підтримали жодного кандидата | Не підтримали жодного кандидата | Не підтримали жодного кандидата | Не підтримали жодного кандидата | Не підтримали жодного кандидата |
| 1998 | Підтримали Вацлава Гавела       | 130                             | 70.7                            | Другий                          | 146                             | 52.3                            | Переміг                         |                                 |                                 |                                 |
| 2003 | Ярослав Буреш                   | 46                              | 17.0                            | Вибув                           |                                 |                                 |                                 |                                 |                                 |                                 |
| 2003 | Мілош Земан                     | 83                              | 30.2                            | Вибув                           |                                 |                                 |                                 |                                 |                                 |                                 |
| 2003 | Ян Сокол                        | 128                             | 46.6                            | Другий                          | 129                             | 48.1                            | Другий                          | 124                             | 46.6                            | Програв                         |
| 2008 | Ян Швейнар                      | 138                             | 14.2                            | Другий                          | 135                             | 48.7                            | Другий                          | 113                             | 44.8                            | Програв                         |
| 2008 | Ян Швейнар                      | 128                             | 49.1                            | Другий                          | 141                             | 47.2                            | Другий                          | 111                             | 44.0                            | Програв                         |

#### Прямі вибори
| Рік  | Кандидат                        | Перший тур                      | Перший тур                      | Перший тур                      | Другий тур                      | Другий тур                      | Другий тур                      |
| Рік  | Кандидат                        | Голосів                         | %                               | Результат                       | Голосів                         | %                               | Результат                       |
| ---- | ------------------------------- | ------------------------------- | ------------------------------- | ------------------------------- | ------------------------------- | ------------------------------- | ------------------------------- |
| 2013 | Їржі Дінстбір мол.              | 829,297                         | 16.1                            | Четвертий                       | Підтримали Мілоша Земана        | Підтримали Мілоша Земана        | Підтримали Мілоша Земана        |
| 2018 | Не підтримали жодного кандидата | Не підтримали жодного кандидата | Не підтримали жодного кандидата | Не підтримали жодного кандидата | Не підтримали жодного кандидата | Не підтримали жодного кандидата | Не підтримали жодного кандидата |
| 2023 | Йозеф Стржедула                 | Зняв кандидатуру                | Зняв кандидатуру                | Зняв кандидатуру                | Зняв кандидатуру                | Зняв кандидатуру                | Зняв кандидатуру                |

#### Регональні вибори
| Вибори | Голосів   | %         | Депутатів |
| ------ | --------- | --------- | --------- |
| 2000   | 344,441   | 14.7 (#4) | 112 / 675 |
| 2004   | 297,083   | 14.0 (#3) | 105 / 675 |
| 2008   | 1,044,719 | 35.9 (#1) | 280 / 675 |
| 2012   | 621,961   | 23.6 (#1) | 205 / 675 |
| 2016   | 386,150   | 15.3 (#2) | 125 / 675 |
| 2020   | 185,714   | 4.93 (#7) | 37 / 675  |

#### Муніципальні вибори
| Вибори | Голосів    | %     | Депутатів |
| ------ | ---------- | ----- | --------- |
| 1990   | 3,811,986  | 4,96  | 1,052     |
| 1994   | 10,935,889 | 8,7   | 1,628     |
| 1998   | 13,673,268 | 17,54 | 4,259     |
| 2002   | 12,576,146 | 15,57 | 4,664     |
| 2006   | 18,021,855 | 16,61 | 4,331     |
| 2010   | 17,746,799 | 19,68 | 4,584     |
| 2014   | 12,521,613 | 12,65 | 3,806     |
| 2018   | 5,999,380  | 5,34  | 1,955     |
| 2022   | 2,49       | 2,49  | 799       |

## Голови партії

### Чехослов'янська соціал-демократична робітнича партія
1. Антонін Нємец (1904–1915)
2. Богуміг Шмерал (1916–1917)
3. Антонін Нємец (1917–1925)
4. Антонін Гампл (1925–1938)

### Чехословацька соціал-демократія
1. Зденєк Фірлінґер (1945–1947)
2. Богуміл Лаушман (1947–1948)

### Чехословацька соціал-демократія у вигнанні
1. Блажей Вілім (1948)
2. Вацлав Маєр (1948–1972)
3. Вілем Бернард (1972-1989)
4. Карел Грубий (1989–1990)

### Чехословацька соціал-демократія
1. Славомір Клабан (1989–1990)
2. Їржі Горак (1990–1993)

### Чеська соціал-демократична партія
1. Мілош Земан (1993–2001)
2. Владімір Шпідла (2001–2004)
3. Станіслав Ґросс (2004–2005)
4. Богуслав Соботка (2005–2006, в.о.)
5. Їржі Пароубек (2006–2010)
6. Богуслав Соботка (2011–2017)
7. Мілан Хованець (2017–2018, в.о.)
8. Ян Гамачек (2018–2021)
9. Роман Ондерка (2021, в.о.)
10. Міхал Шмарда (2021–2023)

### Cоціал-демократія
1. Міхал Шмарда (2023–)